# Moneda de dos reales del estado de Táchira (1872)
Moneda de 2 Reales del Estado Táchira - Venezuela es unos de los dos casos de monedas acuñadas por el estado venezolano y las cuales corresponden a monedas de circulación restringida, siendo el otro caso las monedas que corresponden a las que circulan en los lazaretos del Estado Zulia (Isla Providencia) y en el Estado Vargas (Cabo Blanco)
Dicha moneda circula en el Táchira en el año 1872 debido a la escasez de moneda que existía para la fecha, ante tal situación el Gobierno del Estado Táchira emitió un decreto de acuñación de piezas metálicas con valor de dos 2 reales, con todas las peculiaridades que poseen las monedas de circulación legal

## Descripción de la moneda
- Característica generales. Forma circular con el canto liso.
- Anverso: ribete circular, gráfila dentada. En el centro una estrella simétrica de ocho radios de luz, circulada por la leyenda en letras mayúsculas "Estado Táchira" y el año 1872 de acuñación en el exergo.
- Reverso: ribete circular, gráfila dentada. En el centro el número "2" circulada por la leyenda en letras mayúsculas "San Cristóbal".
- Comentarios: la literatura señala la existencia de dos variaciones de dicha moneda las cuales se diferencian en el reverso de la moneda en la primera de ellas en el exergo presenta una R en la segunda en el exergo se aprecia una estrella[1] legal[4][5] ambas monedas fueron acuñadas en el mismo año, desconociéndose la casa acuñadora y el número de ejemplares.

### Medidas y característica
- Composición: bronce
- Diámetro: 21,000 mm
- Peso: entre 2 y 2,2 g